# وادي ايوة (الوضيع)

تعديل مصدري - تعديل

وادي ايوه هي إحدى قرى عزلة  الوضيع بمديرية الوضيع التابعة لمحافظة أبين، بلغ تعداد سكانها 22 نسمة حسب تعداد اليمن لعام 2004.